# Actinopus uruguayense
Espèce
Actinopus uruguayense est une espèce d'araignées mygalomorphes de la famille des Actinopodidae.

## Distribution
Cette espèce est endémique d'Uruguay. Elle se rencontre dans les départements de Maldonado, de Cerro Largo et de Canelones.

## Description
Le mâle holotype mesure 10,10 mm et la femelle paratype 22,00 mm.

## Étymologie
Son nom d'espèce, composé de uruguay et du suffixe latin -ense, « qui vit dans, qui habite », lui a été donné en référence au lieu de sa découverte, l'Uruguay.

## Publication originale
- Ríos-Tamayo, 2019 : Four new species of Actinopus (Mygalomorphae: Actinopodidae) from Uruguay. Zootaxa, no 4624(4), p. 523-538.